# Tortiano
Tortiano è una frazione di 557 abitanti del comune di Montechiarugolo, in provincia di Parma.
La località è sede di una delle cinque consulte frazionali del comune policentrico di Montechiarugolo, dal cui centro dista 3,96 km.

## Geografia fisica

### Territorio
La località sorge sul margine dei primi rilievi collinari dell'Appennino parmense, sulla sponda sinistra del torrente Enza.
L'ampio territorio pianeggiante noto come "Le Bocete", esteso su oltre 9 km² a ovest del borgo, prima della sua bonifica a scopi agricoli del 1833, rimase a lungo completamente incolto, benché molto fertile, in quanto appartenente contemporaneamente a moltissimi proprietari, molti dei quali residenti lontano da Tortiano.

### Clima
Il clima di Tortiano è tipicamente continentale. Per quanto riguarda le temperature, si passa dalle medie massime di 28,6 °C di luglio alle medie minime di -1,3 °C di gennaio. Per quanto riguarda la piovosità, in luglio cadono mediamente 44 mm di pioggia, mentre in novembre ne cadono 101 mm.

## Storia
Il borgo medievale di Torizan fu citato per la prima volta il 18 aprile 969, nell'atto in cui l'imperatore del Sacro Romano Impero Ottone I di Sassonia, su istanza del vescovo di Parma Oberto feudatario di Montechiarugolo, confermò al nobile Ingone e alla sua famiglia i diritti sul territorio e sulla fortificazione difensiva.
Tuttavia, a causa della vicinanza col castello di Montechiarugolo, nei secoli seguenti il maniero fu completamente abbandonato e Tortiano si legò sempre più strettamente al borgo limitrofo, soggetto dapprima alla diocesi di Parma e dal 1106 al suo Comune; nel XII secolo il territorio divenne feudo dei Sanvitale, fino al 1313, quando i guelfi parmigiani ne allontanarono il ribelle conte Giovannino, aiutato dai Baratti e dai da Palù; ciò nonostante, questi ultimi e la famiglia Liberati mantennero ancora per secoli il possesso di beni nella zona di Tortiano.
Nel XIV secolo la zona seguì le vicende del Comune di Parma, conquistato nel 1335 dal signore di Verona Mastino II della Scala, ripreso nel 1341 da Azzo da Correggio, alienato nel 1344 al marchese di Ferrara Obizzo III d'Este e rivenduto nel 1346 signore di Milano Luchino Visconti, finché nel 1406, su intercessione di Ottobuono de' Terzi, il duca Giovanni Maria Visconti assegnò al condottiero Guido Torelli il feudo di Montechiarugolo, comprendente anche le località di Monticelli, La Villa, Martorano, Marano, Tortiano, Basilicagoiano, Pecorile e Lesignano.
Nel 1428 il duca Filippo Maria Visconti elevò al rango di contea il feudo, investendone ufficialmente Guido Torelli e i suoi discendenti, che ne mantennero il controllo quasi ininterrottamente fino agli inizi del XVII secolo, a eccezione di una breve parentesi tra il 1500 e il 1504.
Nel 1612 il conte Pio Torelli fu accusato, insieme a molti altri nobili del Parmense, di aver preso parte alla presunta congiura ai danni del duca Ranuccio I Farnese, che ne ottenne la condanna a morte e la confisca di tutti i beni; il feudo di Montechiarugolo fu definitivamente assorbito dalla Camera Ducale di Parma.
Nel 1806, dopo l'annessione del ducato di Parma e Piacenza all'Impero francese, Tortiano fu inglobata nel costituendo Comune di Montechiarugolo.

## Monumenti e luoghi d'interesse

### Chiesa di San Lorenzo

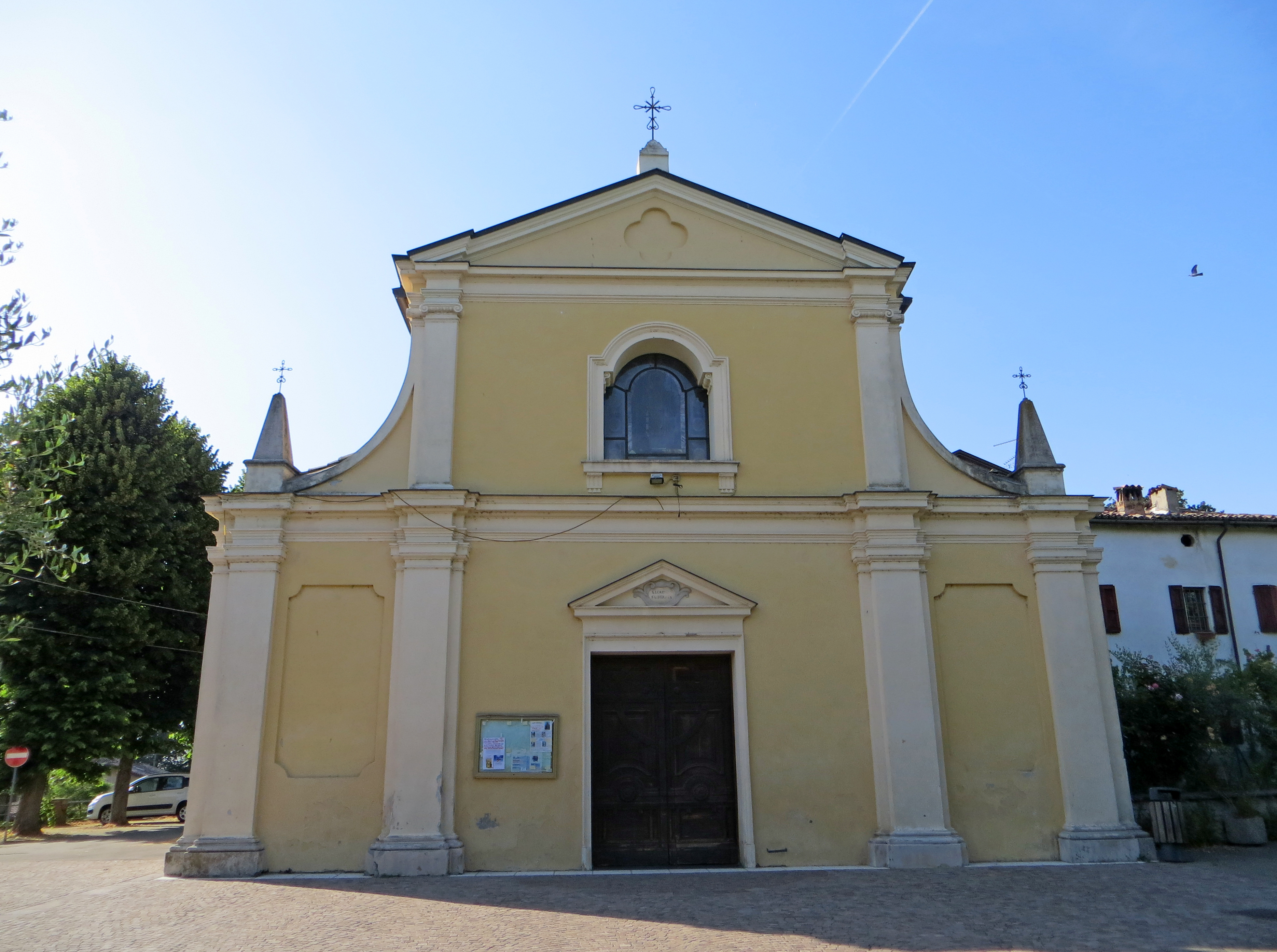
Chiesa di San Lorenzo

Menzionata per la prima volta nel 1189, la chiesa di San Lorenzo fu completamente ricostruita in stile barocco nel 1659; dotata di campanile nel 1700, fu ristrutturata nel 1887; parzialmente modificata negli interni tra il 1934 e il 1937, fu risistemata negli esterni nel 1949; colpita da un sisma nel 2008, fu restaurata e consolidata strutturalmente tra il 2013 e il 2014; il luogo di culto, sviluppato su un impianto a navata unica affiancata da tre cappelle per parte, conserva un piviale in broccato risalente al XVIII secolo.

### Oratorio di San Bernardino
Costruito all'incirca nel 1650 per volere di Bernardo Bonini, l'oratorio passò di mano in mano, per giungere alla famiglia Caramaschi, proprietaria anche dell'adiacente caseificio. Il piccolo edificio in sasso, sviluppato su un'unica navata, presenta una simmetrica facciata a capanna, col portale d'ingresso ad arco ribassato al centro, affiancato da due finestrelle e sormontato da un oculo mistilineo; il luogo di culto ospita all'interno due grandi dipinti sul tema agricolo, eseguiti da Proferio Grossi e Omar Galliani.

### Castello
Menzionato nel 969 nell'atto di conferma del suo possesso al nobile Ingone, il castello fu in seguito abbandonato a causa della vicinanza col maniero di Montechiarugolo e se ne perse ogni traccia.

### Villa Meli Lupi di Soragna
Costruita originariamente quale fabbricato rurale nel XVII secolo, la struttura fu successivamente trasformata in villa o casino, appartenente agli inizi del XIX secolo al conte Orazio della Palù; acquistata dopo il 1814 dal capitano Bonino o Bonini, fu alienata pochi anni dopo al principe Casimiro Meli Lupi di Soragna, che la ampliò e ristrutturò in stile neoclassico verso la metà del XIX secolo, forse affidandone la progettazione all'architetto Antonio Tomba; ereditata dal figlio Guido Pio, passò nel 1902 al nipote Gian Paolo, indi nel 1936 al bisnipote Guido. L'edificio, sviluppato su una pianta rettangolare e posto sulla cima di un rilievo collinare, si eleva su tre livelli fuori terra; la simmetrica facciata sud, suddivisa verticalmente in tre parti, presenta nel mezzo un portico retto da quattro colonne doriche in marmo, sormontato da un architrave e da tre grandi finestre ad arco a tutto sesto; a coronamento si staglia un grande frontone triangolare; ai lati si aprono su tre livelli scanditi da fasce marcapiano due finestre per parte; sul tetto si erge una torretta. All'interno si accede nel mezzo all'androne, coperto da una volta a botte; la scala conduce al piano superiore al salone centrale, anch'esso coperto da una volta. Intorno si estende l'ampio parco all'inglese, riccamente piantumato di alberi d'alto fusto, tra cui un cedro del Libano secolare.